# Sint-Annakapel (Hamert)

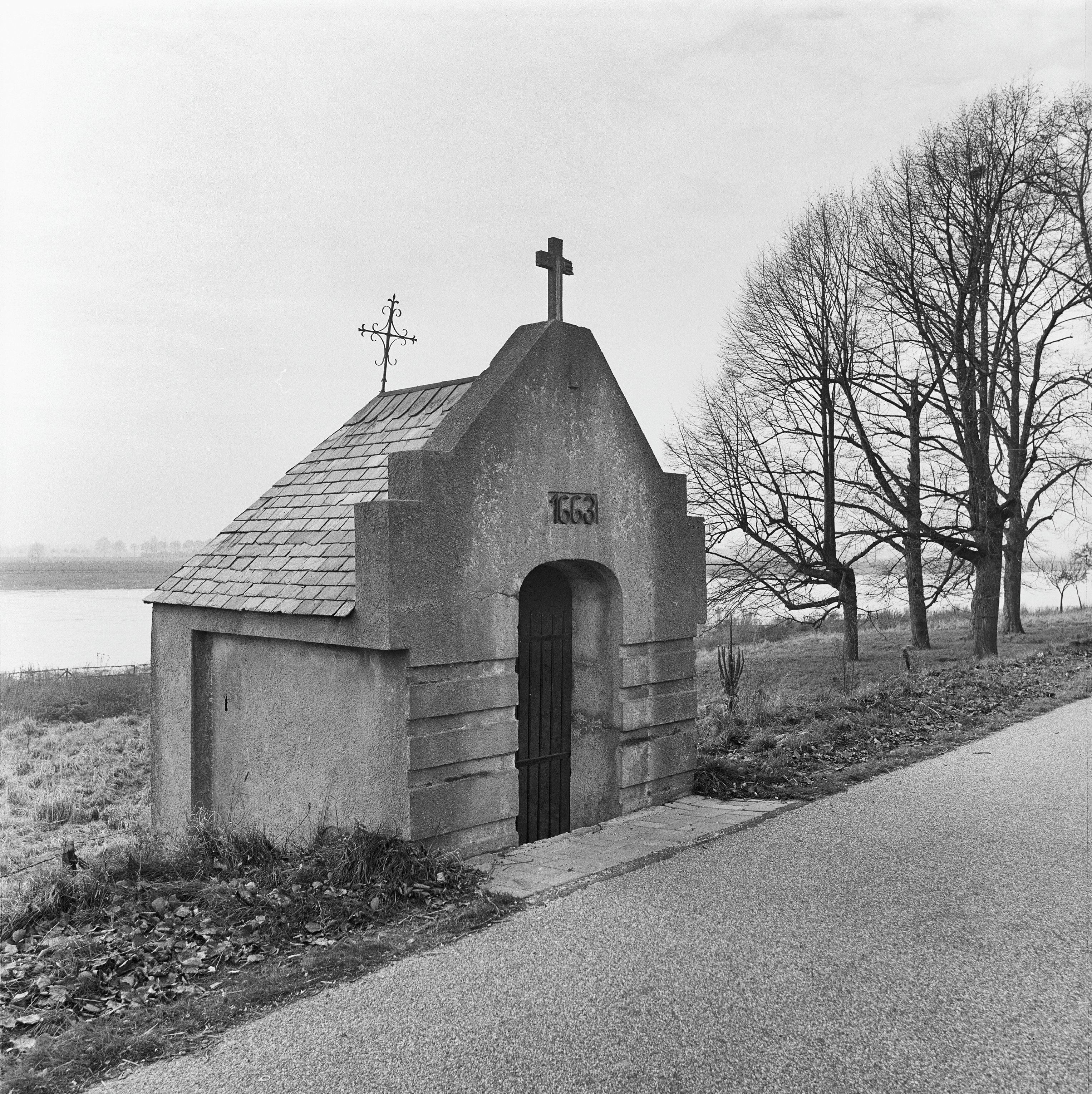
De Sint-Annakapel in 1974

De Sint-Annakapel is een kapel bij Wellerlooi in de Nederlands Noord-Limburgse gemeente Bergen. De betreedbare kapel staat aan de rand van De Hamert op ruim drie kilometer ten zuidoosten van het dorp aan de straat Hamert (N271). Op ongeveer 50 meter naar het zuidwesten stroomt de Maas en op ongeveer 30 meter naar het zuiden ligt het Gelderns-Nierskanaal dat op de Maas uitkomt. In het dorp Wellerlooi staat de gelijknamige kapel.
De kapel is gewijd aan Sint-Anna, specifiek aan Anna te Drieën.

## Geschiedenis
In 1663 werd de kapel aan de Oude Baan gebouwd. Opdracht daartoe werd gegeven door de heer van Well ter gelegenheid van het huwelijk van Hendrik de Pas en Juliana van Limburg Stirum.
In 1885 werd het kapelletje van de Oude Baan verplaatst naar de Hamert en werd de kapel gecementeerd.
Op een gegeven moment werd de dijk met wegtalud opgehoogd en moest men sindsdien enkele treden naar beneden om de kapel te bereiken. Tevens had de kapel hierdoor last van wateroverlast bij regenbuien.
In 2009 kon de eigenaar Het Limburgs Landschap een subsidie krijgen om de kapel te verplaatsen en in juni 2009 werd de kapel met fundering en al opgehesen en verplaatst over enkele tientallen meters. Op 1 september 2010 zegende men de kapel opnieuw in.

## Bouwwerk
De gecementeerde kapel heeft een ronde koorsluiting en wordt gedekt door een dak met leien. Op de achterste nok van het dak is een smeedijzeren kruis geplaatst. De frontgevel is een puntgevel met verbrede aanzet die voor de verplaatsing in 2009 werd bekroond met een kruis. Aan de beide uiteinden van de frontgevel heeft de gevel dubbele (trapsgewijze) schouderstukken. De frontgevel bevat de korfboogvormige toegang tot de kapel die wordt afgesloten met een hek. Hoog in de frontgevel is in ijzerwerk het jaartal 1663 aangebracht. De frontgevel bevat verder vier horizontale insparingen.
In de achterwand van de kapel is een nis aangebracht en hierin staat een beeld van Anna te Drieën.